# Your Style
Your Style är en EP av det svenska indierockbandet Starmarket, utgiven 1995 på Dolores Recordings. Titelspåret "Your Style" fanns även med på debutalbumet Starmarket. "When Doves Cry" var en Prince-cover och finns även utgiven på samlingsalbumet Purple Pain (1995).

## Låtlista
1. "Your Style"
2. "Hands in Pockets"
3. "Top Floor"
4. "Walkman"
5. "When Doves Cry" (Prince)

### Fotnoter
1. ↑  ”Your Style”. Discogs.com. http://www.discogs.com/Starmarket-Your-Style/release/3306038. Läst 1 april 2012.
2. ↑  ”Starmarket”. Discogs.com. http://www.discogs.com/Starmarket-Starmarket/release/1327968. Läst 3 april 2012.
3. ↑  ”Purple Pain”. Discogs.com. http://www.discogs.com/Various-Purple-Pain/release/2420105. Läst 8 januari 2012.